# Challex

Challex este o comună în departamentul Ain din estul Franței.

## Personalități născute aici
- Sándor Bonnaz (1812 - 1889), episcop de Cenad, Timiș.